# Patiently Waiting
«Patiently Waiting» — третя пісня з дебютного студійного альбому американського репера 50 Cent Get Rich or Die Tryin'. Хоча трек і не видали синглом, він посів 56-ту сходинку чарту Hot R&B/Hip-Hop Songs.
У 2012 рядок Емінема «Juggernauts of this rap shit» засемплували для пісні «Juggernauts» з мікстейпу On the House реп-гурту Slaughterhouse.

## Чартові позиції
| Чарт (2003)          | Найвища позиція |
| -------------------- | --------------- |
| US R&B/Hip-Hop Songs | 56              |